# 미워도 안녕
"미워도 안녕"은 1972년 공개된 대한민국의 영화이다.

## 배역
- 최무룡
- 문희